# Destroy Rebuild Until God Shows
Destroy Rebuild Until God Shows (también conocido como D.R.U.G.S.) es un supergrupo de post hardcore formado en el año 2010. La banda está firmada con las casas Decaydance y Sire Records, con la cual lanzaron su álbum homónimo en febrero del 2011. La banda quedó en hiato en abril del 2012. 

## Historia

### Inicios y álbum homónimo (2010-2012)
La banda se formó a inicios del año 2010, después de que Craig Owens fuese expulsado de Chiodos. Paulatinamente los miembros de la banda fueron presentados en videos por su página oficial en YouTube. La banda está formada por el vocalista Craig Owens, el guitarrista Matt Good (Exvocalista de From First To Last), el guitarrista rítmico Nick Martin (Exvocalista de Underminded), el bajista Adam Russell (bajista de Story of the Year) y el baterista Aaron Stern (Exbaterista de Matchbook Romance) respectivamente. La banda dio sus dos primeros conciertos en Míchigan el 28 y 29 de noviembre.
El 11 de noviembre la banda lanzó su primer sencillo, If You Think This Song Is About You, It Probably Is. El 6 de diciembre lanzaron su segundo sencillo, Mr. Owl Ate My Metal Worm. Seguido de Sex Life el 18 de enero.
El 31 de enero, la banda lanzó su cuarto sencillo de su pronto álbum, el tema My Swagger Has a First Name. La banda lanzó su álbum debut homónimo, el que finalmente se lanzó el 22 de febrero, por las casas Decaydance y Sire Records.
La banda estuvo de gira en 7 fechas por Reino Unido, desde el 4 al 10 de marzo, luego partició el tour de "Alternative Press" junto a Black Veil Brides, VersaEmerge y I See Stars, desde el 18 de marzo al 19 de abril.
El 12 de julio de 2011, la banda lanzó el EP Live From Hot Topic.
El 21 de agosto, Craig anunció vía Facebook que él y Matt estaban componiendo canciones para un nuevo álbum. La banda tocó en el "Counter Revolution Tour" en Australia, además del "WWIII Tour" con Asking Alexandria y Hollywood Undead en noviembre.
El 28 de noviembre de 2011 la banda lanzó una canción B-Side de su primer álbum llamada Rehab in Rifle Rounds. Además de la salida de Decaydance Records. El 16 de enero de 2012, la banda lanzó una nueva canción, Scream If You're Crazy en el sitio Noisecreep.
El 18 de enero, la banda anunció la salida del bajista Adam Russell, debido a razones personales, esto, a mitad de un tour con la banda Strength In Numbers. Tai Wright reemplazó en las giras siguientes a Russell.

### Hiato (2012)
El 26 de abril, Chiodos subió un video anunciado que Owens retornaba a la banda reemplazando al vocalista Brandon Bolmer. Al día siguiente, Matt Good, Nick Martin, y Aaron Stern anunciaron su partida de D.R.U.G.S.
Owens actualmente se desempeña de tiempo completo en Chiodos. Matt Good participa en el dúo de dubstep Kit Fysto junto a AJ Calderón.

### Reunion (2020–presente)
En febrero de 2020, se creó una cuenta de Instagram para la banda y una página de VK que filtró información sobre muchas canciones próximas, lo que indica una reunión de la banda. En marzo de 2020, Owens confirmó la posibilidad de próximas fechas de gira en su cuenta de Twitter al día siguiente, se compartió un nuevo sencillo llamado "King I Am" y se lanzó la demostración luego de una sesión de preguntas y respuestas de la revista Forbes. En febrero de 2021, la banda anunció que firmó con Velocity Records con un lanzamiento de álbum planificado para 2021.
El 8 de septiembre de 2021, la banda anunció que el ex guitarrista de Bring Me the Horizon y I Killed the Prom Queen, Jona Weinhofen, se uniría al grupo como su nuevo guitarrista.
El 15 de diciembre de 2021, la banda anunció que el ex bajista y corista de All That Remains, Aaron Patrick, se uniría al grupo.
El 2 de febrero de 2022, la banda lanzó su primera canción nueva con Owens, Weinhofen y Patrick titulada "Destiny". La canción fue lanzada a través de Velocity Records.

## Miembros
Miembros actuales
- Craig Owens — voces (2010-2012, 2020-presente)
- Jona Weinhofen — guitarra principal (2021-presente)
- Aaron Patrick — bajo (2021-presente)

Miembros anteriores
- Matt Good — guitarra principal, teclados, coros (2010-2012)
- Nick Martin — guitarra rítmica, coros (2010-2012)
- Adam Russell — bajo, coros (2010-2012)
- Aaron Stern — batería (2010-2012)

Miembros temporales
- Tai Wright — bajo, coros (2012)

Linea del tiempo

## Discografía
Álbumes de estudio/EP
| Año  | Álbum                    | Casa                  | Chart  | Chart        | Chart      | Chart        | Chart   |
| Año  | Álbum                    | Casa                  | US 200 | US Hard Rock | US Digital | US Alt. Rock | US Rock |
| ---- | ------------------------ | --------------------- | ------ | ------------ | ---------- | ------------ | ------- |
| 2011 | D.R.U.G.S.               | Sire/Decaydance       | 29     | 1            | 14         | 5            | 6       |
| 2011 | Live From Hot Topic (EP) | Sire/Decaydance       | —      | —            | —          | —            | —       |
| 2022 | Destroy Rebuild          | Velocity/Equal Vision | —      | —            | —          | —            | —       |
| 2024 | Until God Shows          | Velocity/Equal Vision | —      | —            | —          | —            | —       |

Singles
| Año  | Título                                                | Álbum      |
| ---- | ----------------------------------------------------- | ---------- |
| 2010 | "If You Think This Song Is About You, It Probably Is" | D.R.U.G.S. |
| 2010 | "Mr. Owl Ate My Metal Worm"                           | D.R.U.G.S. |
| 2011 | "Sex Life"                                            | D.R.U.G.S. |
| 2011 | "My Swagger Has a First Name"                         | D.R.U.G.S. |